# Neghelli (sommergibile)
Il Neghelli è stato un sommergibile della Regia Marina.

## Storia
Inizialmente, dal novembre 1938, fu dislocato nella base di Lero. Fu poi trasferito – nel maggio 1940 – a La Spezia.
Il 10 giugno 1940, in seguito all'ingresso dell'Italia nel secondo conflitto mondiale, fu mandato in missione difensiva nel golfo di Genova.
Il 1º agosto fu inviato, al comando del tenente di vascello Carlo Ferracuti (che lo aveva assunto sin dal 28 agosto 1938), a settentrione di Capo Bougaroni, per attaccare la Forza H britannica; il 5 agosto, alle 18.50, mentre era in navigazione ad ovest di Punta Asinara, fu attaccato da un sommergibile nemico che gli lanciò due siluri; riuscì a schivare le armi contro manovrando.

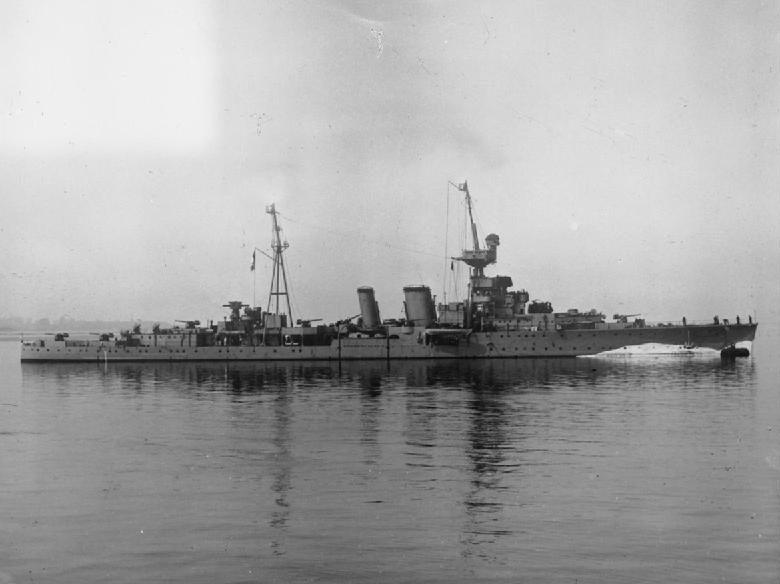
L'incrociatore Coventry, danneggiato dal Neghelli

In dicembre fu inviato 45 miglia a settentrione di Marsa Matruh. Il 13 del mese, alle 20.22, avvistò – mentre si trovava emerso – l'incrociatore leggero HMS Coventry; dopo aver serrato le distanze lanciò una salva di quattro siluri, restando in superficie, senza allontanarsi, per osservare il risultato. Uno dei siluri andò a segno a proravia della plancia del Coventry, arrecandogli gravi danni; la nave inglese aprì il fuoco con le proprie artiglierie in direzione del Neghelli, che si allontanò indenne. Il Coventry rientrò ad Alessandria d'Egitto, ma rimase in cantiere per le riparazioni sino al 20 gennaio 1941, subendo peraltro la riduzione della velocità da 29 a 23 nodi.
Il 14 gennaio 1941 il Neghelli salpò da Lero per portarsi in agguato tra le isole dell'Egeo, sulla rotta che conduceva al Pireo ma non diede più notizie di sé.
Solo nel dopoguerra si apprese della sorte toccata al sommergibile: durante il mattino del 19 gennaio aveva attaccato dapprima il cacciatorpediniere greco Psara, poi, alle 11.53, il convoglio britannico AS 12 Pireo-Alessandria, formato dai piroscafi Clan Cumming, Clan MacDonald ed Empire Song scortati dall'incrociatore antiaereo HMS Calcutta e dai cacciatorpediniere HMS Greyhound, Janus e Defender (tale convoglio era in mare nell'ambito dell'operazione britannica "Excess"). Uno dei siluri del Neghelli aveva colpito il Clan Cumming (7264 tsl) in posizione 37°15' N e 24°04' E, provocandogli gravi danni ed obbligandolo a rientrare al Pireo scortato dal Janus. Il Greyhound aveva però iniziato la caccia con bombe di profondità ed infine il sommergibile, colpito, era affondato con tutto l'equipaggio al largo di Falconera.
Con il Neghelli scomparvero il comandante Ferracuti, altri 4 ufficiali e 41 fra sottufficiali e marinai.
Il sommergibile aveva effettuato 9 missioni di guerra, percorrendo in tutto 5226 miglia in superficie e 714 in immersione.